# Guido Florentinus
Guido Florentinus (zm. 1157) – włoski kardynał.

## Życiorys
Pochodził z Florencji (stąd przydomek Florentinus; przypisywane mu przez późniejszych autorów nazwisko Bellagi nie jest poświadczone we współczesnych mu źródłach). Nominację kardynalską uzyskał od Innocentego II najpóźniej w marcu 1140 jako kardynał prezbiter San Crisogono. W 1141 oraz w 1144-45 jest poświadczony jako legat w północnej Italii. W roku 1147 Eugeniusz III mianował go (wraz z Theodwinem z S. Rufina) swoim legatem przy wojskach II krucjaty. Po klęsce tej wyprawy pozostał w łacińskiej Syrii do roku 1152. Zmarł jako protoprezbiter Kolegium Kardynalskiego.